# 天翼校园
天翼校园是中国电信旗下天翼官方针对学生打造的一款校园拨号客户端软件，部分中国电信覆盖的大学校区强制大学生用该软件上网。该软件实行认证拨号上网，从而限制了多人同用一个账号的情况。2017年，被曝出携带有后门病毒。

## 功能
使用电信宽带的学生在上网前，要使用该客户端认证拨号上网，从而实现“一次一密”。通过该客户端，多人共用一个宽带账号的情况受到了限制，因为接入的终端不能超过一台，常规路由器无法分享无线网络。除了这一功能，天翼校园还集成了多个应用。截止2019年，天翼校园在Windows、Android、iOS、macOS这四个客户端提供下载。

## 争议
2017年11月，天翼校园客户端被曝出携带后门病毒“Backdoor/Modloader”，该病毒潜伏在天翼校园客户的文件“speedtest.dll”中，可感染使用该客户端的电脑，并利用其刷广告流量和挖矿。除了天翼校园客户端，还有多个中国电信旗下软件感染了该病毒。病毒会创建一个隐藏的IE浏览器窗口，模拟用户进行操作；并利用受害者电脑挖门罗币，占用大量的CPU资源。天翼校园客户端在安全软件中是白名单，病毒依此躲过查杀。该客户端在两年前的2015年12月就已携带有该后门代码。在该事件中，广东等地成为重灾区。猎豹移动称，除广东外还检测到江苏、湖南两地遭到病毒沦陷。